# Pipera
Pipera este un cartier al orașului Voluntari, cartier situat în vecinătatea sectoarelor 1 și 2 ale Bucureștiului. Este separat de restul orașului Voluntari printr-o zonă parțial împădurită, traversată de autostrada București–Ploiești.
Principalele artere ale cartierului sunt Bulevardul Pipera (fost șoseaua Pipera-Tunari), care se suprapune peste DJ200B, un drum județean care leagă Bucureștiul de satele comunelor Tunari și Balotești; și strada Erou Iancu Nicolae, care pornește din Bulevardul Pipera și duce spre vest către București, în zona Grădinii Zoologice Băneasa și a Academiei de Poliție.

## Istorie

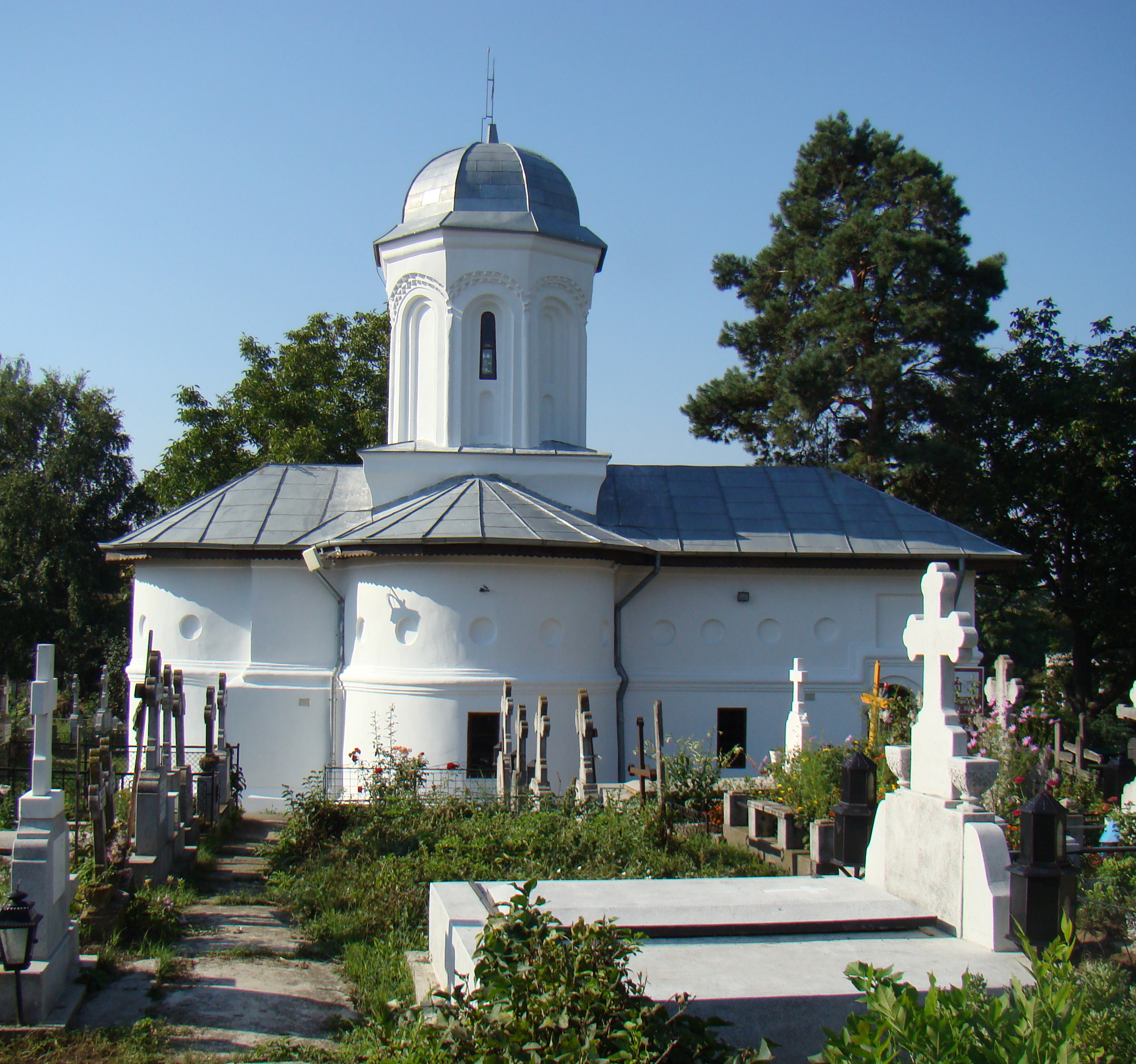
Biserica Sf. Ilie din Pipera, menționată în Marele Dicționar Geografic al României din 1898

La sfârșitul secolului al XIX-lea, Pipera (denumit și Tătărani) era sat al comunei Băneasa-Herăstrău din plasa Dâmbovița a județului Ilfov, și avea 122 de locuitori; aici existau o moară de treierat și o biserică cu hramul Sfântul Ilie. Mai târziu, în 1925, satul este consemnat ca parte a comunei Colentina-Fundeni din plasa Pantelimon a aceluiași județ. Ulterior, după ce mare parte din comuna Colentina a fost inclusă în București, Pipera a fost desființată ca localitate de sine stătătoare și inclusă în satul și comuna Voluntari, comună devenită oraș în 2004.
În perioada post-revoluție a devenit dintr-un sat mic înconjurat de pășuni, de la marginea Bucureștiului, unul dintre cele mai scumpe cartiere rezidențiale.